# .cl
.cl je národní doména nejvyššího řádu Chile. Doménu spravuje University of Chile (Universidad de Chile). Registrovat doménu mohou pouze subjekty mající RUT (identifikační číslo).
Od roku 2005 je na .cl možné registrovat doménová jména obsahující diakritiku (IDN).